# Большеазясьское сельское поселение
Большеазясьское сельское поселение — муниципальное образование (сельское поселение), входящее в состав Ковылкинского района Мордовии.
На территории поселения расположено 9 населенных пунктов. Крупнейшие из них: административный центр — село Большой Азясь и с. Михайловское.

## История
Большеазясьское сельское поселение образовано в 2005 году в границах сельсовета.
В 2005 году Администрация Большеазясьского сельского совета была переименована в Администрацию Большеазясьского сельского поселения.
Законом Республики Мордовия от 20 мая 2008 года, были упразднены Староаллагуловское и Михайловское сельские поселения (сельсоветы), а их населённые пункты были включены в Большеазясьское сельское поселение (сельсовет).

## География
Расположено в северо-западной части Ковылкинского муниципального района. В западной и северной части поселение граничит с Торбеевским, Атюрьевским и Краснослободским районами Республики Мордовия. В восточной, северной и южной частях поселение граничит с другими сельскими поселениями Ковылкинского муниципального района.
Площадь земель муниципального образования «Большеазясьское сельское поселение составляет 14038 га, что составляет порядка 7% территории Ковылкинского муниципального района.
Расстояние между административным центром района г. Ковылкино и административным центром Большеазясьского сельского поселения – 29 км.

## Население
| 2002 | 2010 | 2012 | 2013 | 2014 | 2015 | 2016 |
| ---- | ---- | ---- | ---- | ---- | ---- | ---- |
| 1134 | ↘855 | ↘807 | ↘771 | ↘733 | ↘712 | ↘674 |
| 2017 | 2018 | 2019 | 2020 | 2021 |      |      |
| ↘651 | ↘629 | ↘612 | ↘593 | ↗595 |      |      |

## Состав сельского поселения
| № | Населённый пункт  | Тип населённого пункта | Население |
| - | ----------------- | ---------------------- | --------- |
| 1 | Большой Азясь     | село                   | ↘237      |
| 2 | Малая Ивановка    | деревня                | ↘27       |
| 3 | Михайловское      | село                   | ↘194      |
| 4 | Новые Ржавцы      | деревня                | ↘73       |
| 5 | Родькино          | деревня                | ↘43       |
| 6 | Сейтяновка        | деревня                | ↘60       |
| 7 | Старое Аллагулово | село                   | ↘122      |
| 8 | Старое Мамангино  | село                   | ↘2        |
| 9 | Сутягино          | село                   | ↘97       |

## Инфраструктура
На территории сельского поселения расположены:
- 1) два магазина (оба в с.Большой Азясь)
- 2) Отделение почтовой связи в с.Большой Азясь
- 3) Большеазясьская ветеринарная лечебница
- 4) Церковь Дм.Салунского в с.Большой Азясь

Земли сельхозназначения в количестве 3000 га обрабатывает ЗАО «Мордовский Бекон». 